# Vito Gervasi
Vito Gervasi (13 febbraio 1953) è un ex calciatore belga, di ruolo centrocampista.

## Carriera
Nella stagione 1974-1975 ha segnato un gol in 30 presenze nella prima divisione belgacon la maglia dell'Olympique Charleroi de Montignies-sur-Sambre, con cui aveva già giocato per due stagioni (la 1972-1973 e la 1973-1974, quest'ultima conclusasi con la vittoria del campionato) nella seconda divisione belga, in cui ha poi giocato per altre tre stagioni consecutive (la 1975-1976, la 1976-1977 e la 1977-1978) dopo la retrocessione della stagione 1974-1975.

## Palmarès

### Club

#### Competizioni nazionali
- Tweede klasse: 1

Olympique Charleroi de Montignies-sur-Sambre: 1973-1974